# Siurana
Pour les articles homonymes, voir Siurana.
Siurana est une commune d'Espagne dans la communauté autonome de Catalogne, province de Gérone, de la comarque d'Alt Empordà